# Abel Bretones
Abel Bretones Cruz (La Felguera, Langreo, Asturias, 21 de agosto del 2000) es un futbolista español que juega como lateral izquierdo en el Club Atlético Osasuna de la Primera División de España.

## Trayectoria
Nacido en La Felguera, Langreo, representó al Alcázar CF y UP Langreo como juvenil, debutando con el primer equipo de este último el 9 de marzo de 2019 al entrar como suplente en los minutos finales de una derrota por 1-0 frente a la SCD Durango en la Segunda División B. El 12 de agosto de 2021 renueva su contrato con el club, ascendiendo definitivamente al primer equipo.
El 31 de enero de 2022 firma por el Real Oviedo para jugar en su filial en la Tercera Federación. Para la siguiente campaña, impresionó al entrenador del primer equipo Jon Pérez Bolo, haciéndolo debutar el 21 de agosto de 2022 cuando partió como titular en una victoria por 1-0 frente al CD Leganés en la Segunda División de España. El 28 de mayo de 2024, el club carbayón hacía oficial la renovación del lateral hasta junio de 2028
El 5 de julio de 2024, se anuncia su fichaje por el C. A. Osasuna, que paga 2.800.000€ por el 100% de los derechos del jugador asturiano, que firmaba hasta el 30 de junio de 2029.

## Clubes
- Actualizado a 19 de agosto de 2025.[8]

| Club                | País   | Liga           | Año       | Partidos | Goles |
| ------------------- | ------ | -------------- | --------- | -------- | ----- |
| U. P. Langreo B     | España | 3.ª y 3.ªRFEF  | 2018-2020 | 54       | 27    |
| U. P. Langreo       | España | 2.ªB y 2.ªRFEF | 2019-2022 | 24       | 2     |
| Real Oviedo Vetusta | España | 2.ªRFEF        | 2022      | 2        | 1     |
| Real Oviedo         | España | 2.ª            | 2022-2024 | 86       | 1     |
| C. A. Osasuna       | España | 1.ª            | 2024      | 40       | 2     |

Debut en 1ª División: 17 de agosto de 2024 C. A. Osasuna 1-1 C. D. Leganés
| Temporadas en 1.ª | Partidos en 1.ª | Goles en 1.ª | Partidos en Copa | Goles en Copa | Internacional |
| ----------------- | --------------- | ------------ | ---------------- | ------------- | ------------- |
| 2                 | 36              | 2            | 4                | 0             | Ninguna       |